# Jørgen Gunnarson Løvland
Jørgen Gunnarson Løvland (Evje (Setesdal) Noorwegen, 3 februari 1848 – 21 augustus 1922), ook wel genoemd Jøren Gunnarsson Lauvland, was een Noors politicus, leraar en redacteur. Hij was centraal in de Noorse politiek tijdens het ontbinden van de unie tussen Noorwegen en Zweden in 1905. De ontbinding werd officieel op 7 juni 1905. Løvland was lid van de politieke partij Venstre en werd minister van Buitenlandse Zaken in de eerste Noorse regering in moderne tijd.
- 1886–1888; 1892–1897 en 1913–1915: Lid van het Noorse parlement.
- 1905: Noors premier te Stockholm en tevens leider van de Noorse delegatie.
- 1905: Plaatsvervangend minister van Buitenlandse Zaken in het kabinet van Christian Michelsen
- 1905–1908: De eerste Noorse minister van Buitenlandse Zaken.
- 1907–1908: Premier.
- 1913–1915: Voorzitter van het Storting.
- 1915–1920: Minister van Kerk en Onderwijs.

- 1897–1922: Lid van de commissie die de Nobelprijs voor de Vrede toekent.
- 1901–1922: Voorzitter van de commissie die de Nobelprijs voor de Vrede toekent.

- Bibsys: 90543997
- Gemeinsame Normdatei: 128952555
- International Standard Name Identifier: 0000 0000 3274 665X
- KulturNav: e63bfa25-3d95-4cc1-aff5-f08e504c0fae
- Library of Congress Control Number: n2002038337
- Virtual International Authority File: 18289470
- WorldCat: E39PBJq6W6g6trxDTYFwh6fjG3